# Servicio Paz y Justicia
El Servicio Paz y Justicia (SERPAJ) es un movimiento latinoamericano que promueve la cultura de la paz y los derechos humanos a través de la noviolencia activa. Está organizado desde la inspiración cristiana y ecuménica. Está presente en 12 países de América Latina, a través de Secretariados Nacionales: proteger 
Argentina, Brasil, Chile, Colombia, Costa Rica, Ecuador, El Salvador, México, Nicaragua, Panamá, Paraguay y Uruguay.
El SERPAJ está reconocido como entidad consultiva ante el Consejo Económico y Social de Naciones Unidas (Ecosoc) y ante la Unesco. En 1987 se le concedió el Premio UNESCO de Educación para la Paz.
Pertenece a la Liga Internacional por los Derechos y la Liberación de los Pueblos.

## Organización interna
La base del trabajo del SERPAJ-AL, está en las actividades que desarrollan, los diez Secretariados Nacionales y tres Grupos en Formación, con autonomía para responder a las diversas coyunturas que se dan en cada país, de acuerdo a nuestros principios generales y los Acuerdos de Asamblea Continental.  
La Asamblea Continental se reúne cada cuatro años para intercambiar experiencias, evaluar, establecer estrategias, políticas generales y nombrar la Coordinación Latinoamericana (CLA).  
Cada año y entre la realización de una Asamblea General y la siguiente, se reúne el Consejo Colegiado, constituido por un representante de cada Secretariado Nacional, los Grupos en Formación, la CLA y el presidente Internacional.  
La Coordinación Latinoamericana (CLA) es la instancia ejecutiva continental, facilitadora y además, único órgano permanente en el SERPAJ-AL. Actualmente el SERPAJ-AL tiene su Oficina Internacional (Sede de la CLA) en Costa Rica, son 4 Coordinadores Latinoamericanos:  BLAS GARCIA NORIEGA del Serpaj-Colombia, GUSTAVO CABRERA del Serpaj-Costa Rica, RAMON CORVALAN del Serpaj Paraguay y ANTONIO FERNANDEZ del Serpaj Argentina. 
El Presidente Internacional del SERPAJ -AL, es el Premio Nobel de la Paz Adolfo Pérez Esquivel, uno de sus fundadores. Presidido por Adolfo Pérez Esquivel, existe el Consejo Honorario Internacional, de carácter consultivo y de consejería para todo el SERPAJ, integrado por importantes personalidades que se han destacado por sus aportes al avance de la paz, la justicia y los derechos humanos.

## Los Secretariados Nacionales (SN) y la Coordinación Latinoamericana (CLA)
Frente a estos fenómenos globales, los Secretariados Nacionales y Grupos en Formación en los países desarrollan programas de acción adaptados a las necesidades de sus propias realidades. 
Utilizando creativas formas de intervención y Acciones Directas No-Violentas, acompañando siempre distintos sectores sociales, los Secretariados impulsan sus trabajos a partir de estos Ejes de Trabajo:  
- la Educación para la Paz y de los Derechos Humanos,
- el Ecumenismo y diálogo interreligioso,
- la Desmilitarización y la construcción de poder alternativo (incluida la Objeción de Conciencia y el desarme bélico y de las conciencias),
- la prevención, manejo y resolución de conflictos
- la Lucha contra la Impunidad y los vestigios autoritarios,
- la Inclusión y el Reconocimiento de la Diversidad pluriétnica y Cultural, ~ la Difusión y de la voz de los excluidos las y violentados,
- la Defensa y Promoción de los Derechos Humanos y
- la Promoción de procesos comunitarios que propicien valores de solidaridad, y cooperación que generen alternativas hacia una Cultura de Paz, de participación social, política y económica.

La Coordinación Latinoamericana, como único órgano continental permanente, es quien tiene a su cargo de manera horizontal el coordinar, dinamizar, facilitar, reelaborar y proponer estrategias para lograr que esta riqueza del accionar en  cada país no quede aislada y potencie el trabajo de todos, dentro de las líneas políticas trazadas por todo el SERPAJ, lo que  hace muy necesaria la existencia de esta coordinación (CLA).  
Los treinta (30) años de existencia de SERPAJ, pudieron darse por la existencia de una Coordinación que impulsa acciones  comunes a lo largo y ancho del continente, al tiempo que facilita el rescate de la memoria histórica del movimiento y ayuda a  mantener vigentes los principios y referentes éticos.  
Es la CLA quien tiene en lo fundamental, la responsabilidad de las relaciones internacionales de la organización, en coordinación horizontal con los Secretariados Nacionales y las Redes Temáticas, así como de acompañar la tarea de hacer efectivos los acuerdos emanados de las Asambleas Continentales del SERPAJ. Utiliza los mecanismos regionales y universales de protección de los Derechos Humanos para denunciar las violaciones que existan y exigir el efectivo cumplimiento y mejoramiento de todos esos derechos fundamentales.

## Redes temáticas
Se implementan y desarrollan desde la coordinación y participación de los Secretariados Nacionales en colegialidad y corresponsabilidad con la CLA.  
Las Redes son un espacio para compartir experiencias, reflexionar a partir de ellas, enriquecer y fortalecer el trabajo de los Secretariados Nacionales, así como construir conceptualizaciones comunes, que tengan incidencia en los planes y la articulación de acciones a nivel social y político.  
Una de las líneas de acción hoy consiste en la construcción de acuerdos para la realización de actividades comunes relativas al "Decenio Internacional de Cultura de paz y No Violencia", las Campañas Continentales y las Alianzas.  
Existe una estrecha articulación entre las Redes Temáticas del SERPAJ-AL, ya que unas nutren a las otras en sus marcos teóricos y sus actividades. Los Secretariados trabajan integralmente el proceso de Redes, de acuerdo a sus propios requerimientos y experiencias.  
Las "Redes temáticas y regionales" actuales son: 
• Desmilitarización y Construcción de Poder Alternativo 
• Educación para la Paz  
• Defensa y Promoción de los Derechos Humanos.  
• Mesoamericana sobre Tratados Comerciales y Planes Militares1 (ALCA/ TLC/ PPP/ Plan Colombia  

## Campañas continentales
• Campaña por la paz y No a la Guerra.  
• Campaña por la Desmilitarización Continental.  
• Campaña contra ALCAI TLC/ PPP.  
• Campaña por el N o Pago de la Deuda Externa.  